# Saludos Amigos
Saludos Amigos (bra: Alô, Amigos; prt: Olá Amigos ou Olá, Amigos!) é um filme estadunidense do gênero de animação, produzido por Walt Disney em 1942, e lançado internacionalmente pela RKO Radio Pictures. É o sexto longa-metragem de animação dos estúdios Disney, teve sua estreia no Rio de Janeiro em 24 de agosto de 1942, nos Estados Unidos o filme foi lançado em 6 de fevereiro de 1943. Situado na América do Sul, o filme possui quatro diferentes segmentos; Pato Donald estrela dois e Pateta um. O filme mostra a primeira aparição de Zé Carioca.
A produção do filme está relacionada com os esforços dos Estados Unidos para reunir aliados durante a Segunda Guerra Mundial (1939-1945), esforço esse conhecido como "política da boa vizinhança". Saludos Amigos foi tão popular que a Disney resolveu fazer outro filme sobre as Américas, The Three Caballeros, que foi produzido dois anos depois.

## Antecedentes

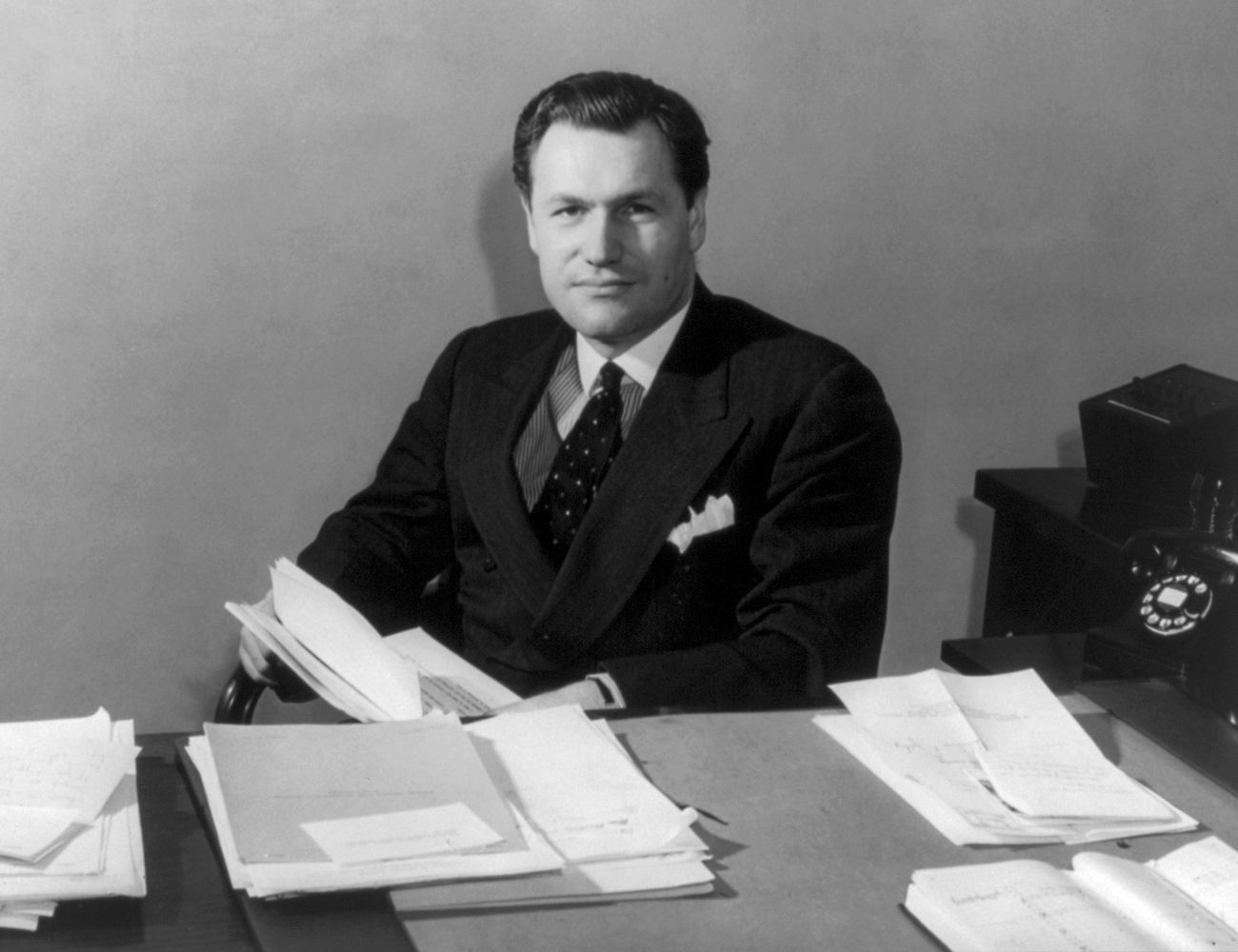
Nelson Rockefeller, Coordenador de Assuntos Interamericanos (1940).

No início de 1941, antes da entrada dos Estados Unidos na Segunda Guerra Mundial, Walt Disney e uma equipe de desenhistas foram ao Brasil, em 1942, enviados por Franklin D. Roosevelt, presidente dos Estados Unidos na época, como forma de manter o Brasil no grupo de aliados em guerra contra o fascismo europeu. Isso estava acontecendo, pois vários governos das Américas mantinham laços estreitos com a Alemanha Nazista e o governo dos EUA queria contrariar esses laços. Mickey Mouse e outros personagens da Disney eram populares nas Américas, em países como Brasil, Argentina, México e Canadá, com Walt Disney sendo o embaixador. O filme incluiu várias sequências de cenas em live-action, incluindo modernas cidades das Américas com arranha-céus e moradores vestidos de maneira elegante. Essas cenas surpreenderam muitos telespectadores contemporâneos dos Estados Unidos, que associaram essas imagens a cidades americanas ou europeias. O historiador [de cinema] Alfred Charles Richard Jr. afirmou que Saludos Amigos "conseguiu consolidar uma comunidade de interesses entre os habitantes das Américas em poucos meses do que o Departamento de Estado dos Estados Unidos em cinquenta anos".
O filme também inspirou o cartunista chileno René Ríos Boettiger a criar Condorito, um dos personagens de desenho mais onipresentes da América do Sul.

## Segmentos do filme

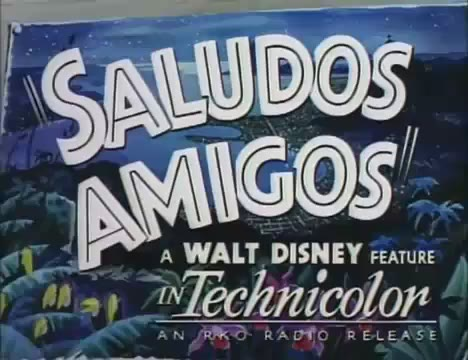
Abertura do filme.

O filme possui quatro segmentos, cada um deles começa com imagens dos artistas da Disney visitando o país, fazendo desenhos da cultura local e dos cenários.
- Lago Titicaca: Nesse segmento, o turista americano Pato Donald visita o Lago Titicaca conhecendo os nativos e tendo problemas com uma lhama.[24]
- Pedro: A sinopse tem o pequeno avião que é o personagem-título partindo do Chile, em sua primeira viagem para pegar correspondência aérea em Mendoza, com resultados quase desastrosos.[25] Este segmento foi lançado depois como um curta-metragem independente em 13 de maio de 1955 pela RKO Pictures.[25]
- El Gaucho Goofy: Nesse segmento, Pateta vai para os pampas argentinos onde aprende sobre o equivalente nativo do caubói, o Gaúcho.[26]
- Watercolor of Brazil: O final do filme, traz um novo personagem, Zé Carioca, levando Donald para o Rio de Janeiro, e o ensina o samba (com as canções "Aquarela do Brasil" e "Tico-tico no Fubá").[27]

## Elenco

### Elenco original e dublagem em português
- Lee Blair como ele mesmo
- Mary Blair como ela mesmo
- Pinto Colvig como Goofy (Pateta)
  - No Brasil, Pinto Colvig[28]
- Walt Disney como ele mesmo
- Norman Fergus como ele mesmo
- Frank Graham como ele mesmo
- Clarence Nash como Donald Duck (Pato Donald)
  - No Brasil, Clarence Nash[28]
- José Oliveira como José Carioca
  - No Brasil, José Oliveira[28]
- Fred Shields como narrador
  - No Brasil, Aloysio de Oliveira[28]
- Frank Tho mas como ele mesmo
- Stuart Buchanan como comissária de bordo

## Trilha sonora
A trilha sonora original do filme foi composta por Edward H. Plumb, Paul J. Smith e Charles Wolcott. A canção-título, "Saludos Amigos", foi escrita por Charles Wolcott e Ned Washington. O longas-metragem também contou com a canção "Aquarela do Brasil", escrita pelo popular compositor brasileiro Ary Barroso e interpretada por Aloysio de Oliveira, e uma versão instrumental de "Tico-Tico no Fubá", de Zequinha de Abreu. "Aquarela do Brasil" foi escrita e interpretada pela primeira vez em 1939, mas não obteve muito sucesso inicial. No entanto, depois de aparecer neste filme, tornou-se um sucesso internacional, tornando-se a primeira canção brasileira a ser tocada mais de um milhão de vezes nas rádios norte-americanas.
A trilha sonora do filme foi lançada pela Decca Records em 1944 como uma coleção de disco de 78 rotações com três singles.

## Indicações
O longa-metragem foi indicado a três Óscar em 1943, nas categorias de melhor trilha sonora, melhor canção original por "Saludos Amigos" e melhor mixagem de som.

## Lançamento

### Cinemas
Saludos Amigos estreou no Rio de Janeiro em 24 de agosto de 1942. Foi lançado nos Estados Unidos em 6 de fevereiro de 1943. Foi relançado nos cinemas em 1949. O longa-metragem lucrou, em 1951, cerca de 1.135 milhões de dólares, no mundo todo, No Canadá e nos Estados Unidos arrecadou 515.000 mil dólares.